# Matt King (Schwimmer)
Matthew Carl „Matt“ King (* 19. Februar 2002 in Exeter, New Hampshire) ist ein US-amerikanischer Schwimmer, Olympiasieger mit der Freistilstaffel und zweimaliger Weltmeister (2023, 2024) mit der 4-mal-100-Meter-Lagenstaffel.

## Karriere
King gewann 2022 den Titel über 50 und 100 Meter Freistil bei den US-Meisterschaften und startet seitdem für die Nationalmannschaft der USA.
2023 nahm er erstmals an Weltmeisterschaften teil. In Fukuoka gewann er mit der US-Staffel den kompletten Medaillensatz und wurde Weltmeister über 4-mal 100 Meter Lagen, wobei er jedoch nur im Vorlauf zum Einsatz kam. 2024 in Doha wurde King erneut Weltmeister mit der 4 × 100-m-Lagenstaffel und gewann zwei weitere Bronzemedaillen mit den Freistilstaffeln der Männer und im Mixed-Wettbewerb.
2024 bei den Olympischen Spielen in Paris siegte die 4-mal-100-Meter-Freistilstaffel mit Jack Alexy, Chris Guiliano, Hunter Armstrong und Caeleb Dressel mit über einer Sekunde Vorsprung vor den Australiern. Im Vorlauf waren Ryan Held und Matt King dabei gewesen.